# Copestylum johnsoni
Copestylum johnsoni är en tvåvingeart som först beskrevs av Charles Howard Curran 1925.  Copestylum johnsoni ingår i släktet Copestylum och familjen blomflugor.
Artens utbredningsområde är Venezuela. Inga underarter finns listade i Catalogue of Life.